# Filippinernas rymdprogram

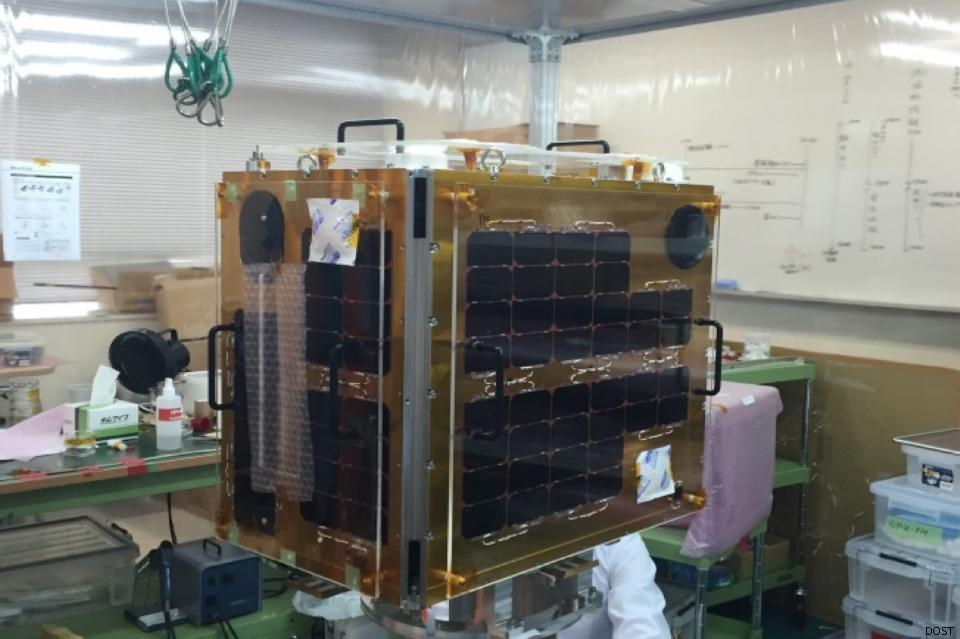
Satelliten Diwata-1

Filippinernas rymdprogram är ett decentraliserat rymdprogram som drivs av olika organ inom Filippinernas Department of Science and Technology (DOST). Det finns ingen huvudsaklig rymdorganisation som övervakar landets det rymdprogram som finansieras genom Filippinernas nationella rymdutvecklingsprogram av DOST. Tidigare initiativ inom rymdteknologi har letts av privata firmor men under senare år har regeringen kommit att ha en mer aktiv roll.
Filippinerna har varit involverade i rymdteknologin sedan 1960-talet, när regeringen, som leddes av den dåvarande presidenten Ferdinand Marcos, tillverkade en kommunikationsstation för satelliter. Det var även under den senare delen av denna period som en privat filippinsk firma förvärvade landets första satellit, Agila-1, som sköts upp som en indonesisk satellit. Under 1990-talet sköt Mabuhay Satellite Corporation (MSC) upp satelliten Agila 2 i rymden från Kina.

Logotyp för DOST, Department of Science and Technology, som är Filippinernas organ för rymdprogram.

Under 2010-talet samarbetade den filippinska regeringen med universiteten Tohoku och Hokkaido i Japan för att skjuta upp den första satelliten som var designad av filippiner, Diwata-1. Satelliten var en mikrosatellit. Regeringen lyckades utveckla och skicka ytterligare två mikrosatelliter: Diwata-2 och Maya-1. För att lösa problem med finansiering och hantering av landets rymdprogram har en proposition om inrättandet av en central rymdorganisation lagts fram i kongressen.